# Brachymeria hearseyi
Brachymeria hearseyi är en stekelart som först beskrevs av Kirby 1883.  Brachymeria hearseyi ingår i släktet Brachymeria och familjen bredlårsteklar. Inga underarter finns listade.